# يشاي ليفي
إيشاي ليفي (بالعبرية: ישי לוי) (مواليد 20 يناير 1963 في روش هاعين، إسرائيل) موسيقي إسرائيلي.

## السيرة
ولد ليفي لعائلة من اليهود اليمنيين. بدأ الغناء في النوادي في إسرائيل في عام 1983 عندما كان المطربين مثل زوهر أرجوف وحاييم موشي في ذروة حياتهم المهنية. هنا تم اكتشافه من قبل عازف الجيتار موسى بن مش .
أنتج أول ألبوم له بعنوان حفلة مع بن مش في عام 1986. أصبح نجما في النوادي في جميع أنحاء إسرائيل. بعد هذا قام بإصدار أول أغنية له بعنوان هنا يأتي اليوم ثم أغنية رايا التي جلبت له الشهرة. بدأ في هذا الوقت التنافس الشخصي مع زوهر أرغوف. نشر ألبوم جديد له في عام 1987.
بدأت رحلة ليفي تتلاشى ما بين 1988 و1991 بسبب إدمانه للمخدرات. في عام 1992 أصدر ألبوم لنبدأ من البداية حيث أشتهرت أغنية ريكود التي تعتبر الأفضل في تاريخ الموسيقى المزراحية وأغنية منى. في وقت لاحق أصدر ليفي ألبومي الفتى جميل في عام 1993 وتصدرت أغنيتا هايلام هامودوت ومي لي تومار قائمة أفضل الأغاني وراقب من الجانب في عام 1994 والذي كان أقل نجاحا.
في عام 1995 أصدر ألبوم خالدة الذي لحن جميع أغانيه باستثناء واحدة بوعز شرابي. هذا الألبوم لم يحقق النجاح وبدأت شعبية ليفي تتلاشى مرة أخرى. في عام 1997 أصدر ألبوم الاعتقاد الذي أنقذ مسيرته الفنية كمغني بتصدر أغنية تالتاليم شوريم قائمة أفضل الأغاني.
في عام 1997 أصدر ألبوم مباشر في ساحة ولكن لم يحقق نجاحا تجاريا. في عام 2000 أصدر ألبوم وجه للمستقبل.
في نهاية عام 2000 تم إرسال إيشاي ليفي إلى السجن لأنه دخل شقة جاره لسرقة الأجهزة الكهربائية حتى يتمكن من بيعها لشراء المخدرات. أطلق سراحه من السجن في عام 2003.
في عام 2004 أصدر ليفي ألبوم طريق معاناتي. بعد هذا الألبوم أقام ليفي حفلا موسيقيا أهداه إلى زوجته باسم أنا أغني لكي إيريس. عاد ليفي إلى السجن بعدما أشعل النار في منزل زوجته لأنه من الواضح أنها لم تكن تعطيه المال لشراء المخدرات. أطلق سراحه من السجن في عام 2006.